# Г'ю Едвардс (веслувальник)
Г'ю Едвардс (англ. Hugh Edwards; 17 листопада 1906 — 21 грудня 1972) — британський академічний веслувальник.
Олімпійський чемпіон 1932 (розпашні двійки без стернового), 1932 (розпашні четвірки без стернового) років.
Переможець Ігор Співдружності 1930 (розпашні четвірки зі стерновим), 1930 (вісімки) років.